# Eduard von Brauchitsch
Eduard von Brauchitsch est un administrateur wurtembergeois, architecte urbain de la ville de Douala, sous Jesko von Puttkamer.

## Biographie

### Enfance, éducation et débuts
Eduard von Brauchitsch est originaire du royaume de Wurtemberg.

### Carrière
Chef provisoire de la Station d'Edéa, il dirige la poursuite des travaux de l‘extension de la Station en 1892.
Il supervise un ravitaillement militaire de Yaoundé par une expédition partant d‘Edéa en février 1892.
Il a été Premier-Lieutenant à Ebolowa en 1894.
Médecin officiel en 1905, il s'occupe le 12 septembre de l'amélioration des conditions de détention de Hamadjam, Lamido de Tibati et de son Kaigama Taifou.
Il est surtout connu pour avoir participé à l'urbanisation des quartiers administratifs et coloniaux de la ville de Douala.
Selon René Gouellain, il est :  

« le constructeur de Douala, il a transformé le village africain traditionnel en ville moderne : tracement de larges rues, assèchement du marécage de Bonaku, amélioration et agrandissement du port, construction de la digue (passage surélevé) entre Joss et Akwa, assèchement du marécage entre Akwa et Déido, début de la canalisation de l’eau courante à Douala »

.
Ayant anticipé l’extension de Douala, il encourage son ami Douala Manga-Bell à profiter des conquêtes par son père sur le Mungo pour y developper des cacaoyères et libérer ainsi des terres à Douala. Manga Bell le fait et nombre d'habitants de douala le suivirent. L' accord avec Von Brauchitsch - qui amende les traités et promesses précédentes faites aux Douala - permet de libérer le quartier Bell dont l’extension par le même Von Brauchitsch profite au gouvernement local. Des terres par les communautés indigènes lui sont alors cédées.

### Pétition du Ngondo
Lors d'une pétition du Ngondo, pour le respect des dispositions de 1884, ayant porté auprès du Reich et qui chargeait le gouverneur général Von Puttkammer, l’administrateur de la région de Douala Von Brauchitsch n'est pas épargné. L’examen de la plainte dure près de trois ans. Von Puttkammer ne revient plus au Cameroun. L’administrateur en chef Brauchitsch, conseiller du gouverneur général et chef de la circonscription de Douala est condamné à payer une amende de 1000 marks,, l'équivalent de 605 Dollars américain.

### Scolarité de Rudolf Douala manga Bell
Né à Bonanjo - Douala, le 24 avril 1873, le prince Rudolf Douala Manga Bell, fils aîné d’Auguste Manga Bell et petit-fils de Ndoumb’a Lobe (King Bell) qui avait signé le traité du 12 juillet 1984, fait ses études primaires à l’école allemande de Douala.
Privilégié grâce à sa lignée, et grâce aux relations personnelles de son père, il poursuit ses études secondaires au Wurtemberg, pays de von Brauchitsch qui est  ami de son père.
Von Brauchitsch recommande au père de Rudolf Douala Manga Bell d’envoyer le prince au lycée d’Ulm et, pour ses études de Droit, à l’Université de Bonn.